# Southern Launch
Southern Launch est une entreprise spatiale australienne, basée à Adélaïde, qui fournit des infrastructures et un soutien logistique pour les lancements orbitaux et suborbitaux de satellites et de charges utiles spatiales.

## Installations
Southern Launch est, en 2021, en train de développer deux sites de lancement destinés à des entreprises commerciales spatiales en Australie-Méridionale, sous réserve des déclarations d'impact environnemental qu'elle doit encore fournir. La société sera propriétaire et exploitante des installations.
Le Koonibba Test Range est une installation d'essai de fusées suborbitales en cours de développement près de Koonibba, à 150 km au sud de la zone interdite de Woomera dont elle est séparée par le Trans-Australian Railway, également en Australie-Méridionale. Elle est la première installation de ce type agréée par l'agence spatiale australienne en août 2021.
Le Whaler's Way Orbital Launch Complex d'une superficie de 12 km2 est situé à 45 kilomètres au sud de la ville régionale de Port Lincoln, à l'extrémité sud de la péninsule d'Eyre, une zone côtière protégée pour sa grande biodiversité. Les clients du site pourront lancer leurs fusées en orbite au-dessus de la Grande Baie australienne. La licence est accordée le 19 juillet 2021. Elle soutiendra dans un premier temps une campagne de lancement d'essais pour un maximum de trois fusées suborbitales. Des données seront collectées lors de ces lancements pour mesurer les impacts environnementaux afin d'aider à déterminer la viabilité du site en tant que site de lancement possible pour les futurs lancements suborbitaux et orbitaux.